# Khutulun
Khutulun (cerca de 1260 – cerca de 1306), também conhecida como Aigiarne,Aiyurug, Khotol Tsagaan ou Ay Yaruq (literalmente "Luz do Luar") foi a famosa filha de Kaidu, um dos primos de Cublai Cã. Seu pai era orgulhoso das habilidades da filha e ela o acompanhou em várias campanhas militares. Marco Polo e Raxidadim de Hamadã escreveram sobre ela em suas memórias.

## Vida
Khutulun nasceu por volta de 1260. Em 1280, seu pai, Kaidu, se tornou o mais poderoso governante da Ásia Central, reinando da porção ocidental da Mongólia até o rio Amu Dária, que corta o Tajiquistão, o Afeganistão, o Turcomenistão e o Usbequistão, até o Mar de Aral; e do Planalto Central Siberiano até a Índia. Marco Polo a descreve como uma guerreira excelente, que poderia cavalgar até as fileiras inimigas e capturar um inimigo tão facilmente quanto um falcão pegaria uma galinha. Auxiliou seu pai em diversas batalhas, em especial contra a dinastia Iuã, de seu primo, Cublai Cã.
Khutulun insistia que qualquer homem que quisesse se casar com ela deveria derrotá-la na luta. Ganhando cavalos em competições e as apostas de pretendentes, diz-se que ela reuniu um rebanho com dez mil cabeça. As fontes variam sobre a identidade de seu marido. Alguns crônicas dizem que seu marido era um belo homem que teria falhado em assassinar seu pai e foi feito prisioneiro. Outros dizem que era um dos homens de seu pai, do clã Choros. Já Raxidadim diz que Khutulun se apaixonou por Gazã, governante mongol do Ilcanato, na Pérsia.
De todos os filhos de Kaidu, Khutulun era sua favorita, de quem pedia conselhos e apoio político. Segundo algumas fontes, ele tentou torná-la sua sucessora direta antes de morrer em 1301. No entanto, a escolha não foi apoiada pelos parentes masculinos. Quando Kaidu morreu em batalha, Khutulun guardou sua tumba junto de seu irmão, Orus. Ela foi desafiada por seus irmãos, incluindo Chapar e um outro parente, por ter resistido à sucessão de Kaidu por outro parente.
Khutulun faleceu, provavelmente, em 1306, com cerca de 45 anos.

## Cultura popular

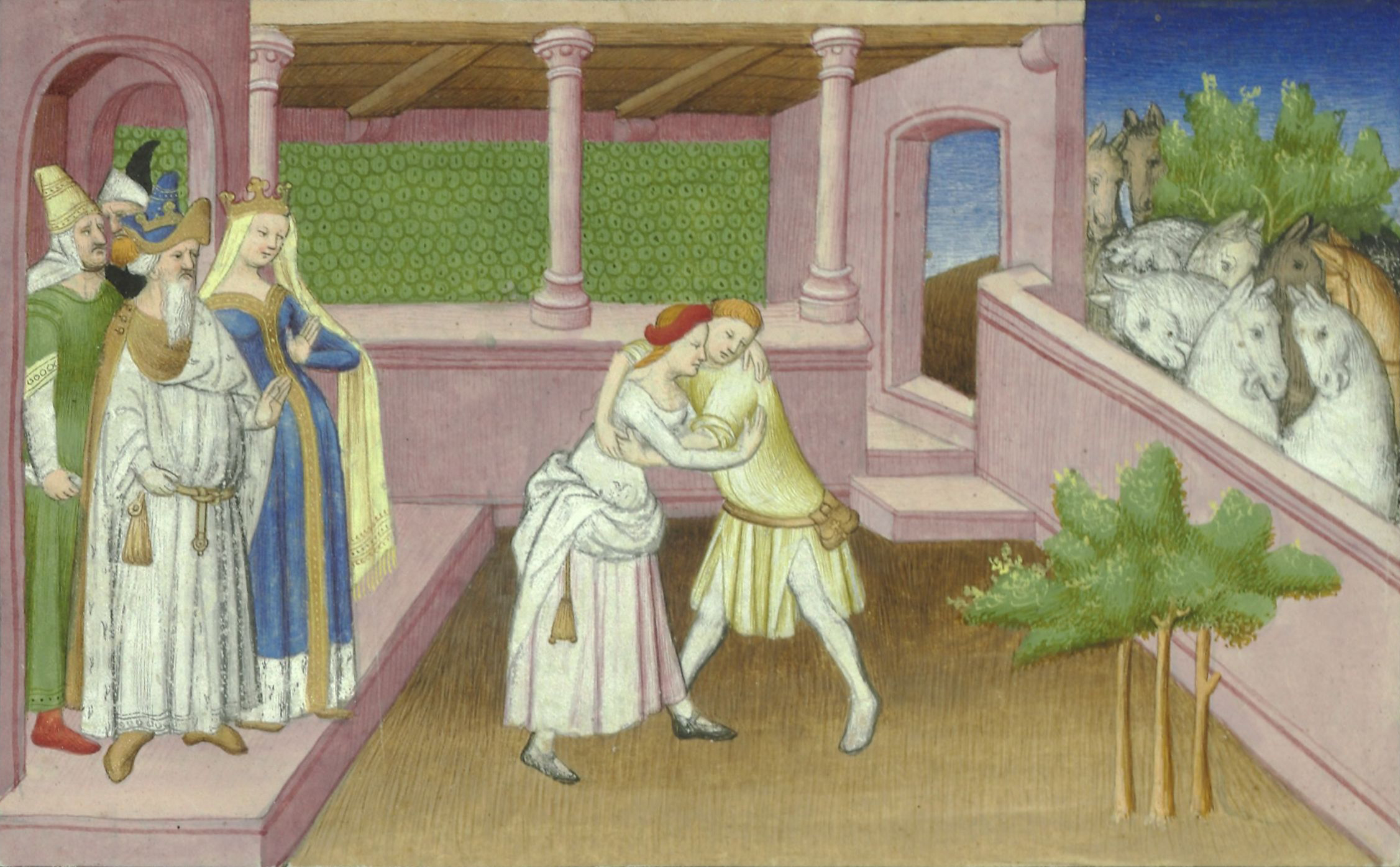
Khutulun, miniatura medieval, 1410–1412

Acredita-se que Khutulun seja a base para a personagem Turandot, que aparece em diversas obras da cultura ocidental. Enquanto na cultura mongol ela é lembrada como uma grande guerreira e atleta, no ocidente ela é retratada como uma mulher orgulhosa que finalmente sucumbe ao amor.
No livro de 1710, de François Pétis de la Croix, com fábulas e contos do mundo asiático, Khutulun é chamada de Turandot (Turandokht توراندخت), uma palavra persa que significa "filha da Ásia". Ela é a filha de 19 anos de Altoun Cã, imperador mongol da China. Na história de La Croix, porém, ela não luta com seus pretendentes; ela lhes faz três perguntas contendo charadas e eles são executados por não conseguirem resolvê-las.
A mais famosa versão da história de Turandot é a ópera de Giacomo Puccini, peça na qual ele trabalhava quando veio a falecer, em 1924. Na série de TV da Netflix, Marco Polo Khutulun é interpretada pela atriz Claudia Kim.